# محناييم
محنايم (מחניים) مستوطنة إسرائيلية في شمال مرتفعات كورزيم، على بعد حوالي ثلاثة كيلومترات شمال شرق مدينة روش بينا، وتقع ضمن اختصاص المجلس الإقليمي الجليل الأعلى. في عام 2021 كان عدد سكانها 815 نسمة. أعيد إنشاؤها في سنة 1939 بعد سلسلة من محاولات الاستيطان الفاشلة، فتقع على بعد كيلومتر شمالي شرقي الموقع.
كانت مستوطنة محناييم وملحقاتها عرب الأكراد وعلما وملوطية من أخصب قرى بلاد بشارة بين صفد وبحيرة الحولة، وهي واسعة جداً فمحناييم وحدها مساحتها 470 هكتار.
اشترت جمعية أحافات صهيون من أحباء صهيون في غاليسيا بأوروبا الشرقية أراضي مستوطنة محنايم عام 1891 بغرض إنشاء مستعمرة هناك. باعت الشركة أسهمها ومقابل كل مائة سهم منحت حق الاستيطان في مكان تحدده القرعة لكل المشترين. وحتى قبل إنشاء المستعمرة، في عام 1898، تم اقتراح على جمعية محبة صهيون استبدال المستعمرة بأراضي البارون حوران، وذلك بهدف توسيع حرس مشمار هياردين.
في عام 1898، استقر هناك عدد من العائلات من غاليسيا، معظمها من منطقة بوتشاتش (بأوكرانيا حاليا) والمنطقة المحيطة بها، بقيادة ابراهام سالز وزكريا شابيرا من تارنوف، استقروا هناك.
وبعد فترة صعبة في البداية، تم الحصول على تراخيص لبناء المنازل، وفتح محل بيع للمستوطنين والعرب في المنطقة. وفي نهاية عام 1899، نشرت صحيفة حفاتزيلت مقالاً: "22 منزلاً وحظيرة أبقار في محنايم" وأضافت: "سيكون كل منزل من غرفتين ومطبخ، وحظيرة أبقار وسقوفها مصنوعة من منحدر واحد والآخر ومغطاة بالأشجار". الطين.". احتاج المستوطنون إلى الدعم لإنهاء بناء منازلهم، وناقشت جمعية دعم بني إسرائيل وعمال الأرض والحرفيين في سوريا والأراضي المقدسة ما إذا كان للمستعمرة الحق في الوجود وما إذا كان هناك أي جدوى من ذلك. وفي عام 1901، حلت أحافات صهيون، ما أدى إلى توقف إرسال الدعم للفلاحين، وانهارت المستعمرة. تم إنشاء لجنة في روش بينا لمساعدة المخيمين بالأموال القادمة من الخارج. وفي عام 1903، بيعت أرض محانيم لمزارعين من روش بينا وتم إجلاء المستوطنين من منازلهم مقابل تعويض.
لقد باءت محاولة الاستيطان بالفشل، بسبب عدم الإلمام بأوضاع البلاد وقلة رأس المال وغياب الاحترافية.
لاحقًا حاولت جمعية الاستعمار اليهودي توطين عمال بزراعة التبغ في المكان، كما أحضروا مجموعة من المستوطنين اليهود من القوقاز للعمل في الأرض وتربية الحيوانات. وفي عام 1909، خصصت لجنة أوديسا مبلغ 1200 فرنك لغرض تعيين مدرس للمستوطنين، على أمل أن يربطهم ذلك بالمكان، لكن لم يتم العثور على معلم لشغل الوظيفة. في النهاية، غادر يهود القوقاز أيضًا في عام 1912 وبقي في المكان مزارعون عرب مستأجرون من روش بينا.
1. ↑  GeoNames (بالإنجليزية), 2005, QID:Q830106